# Jadwiga Tejszerska
Jadwiga Tejszerska (Tajszerska) pseud. Dziunia, Głóg (ur. w 1889 w Wilnie, zm. w październiku 1920 pod Mołodecznem) – polska studentka i harcerka, komendantka Oddziału Żeńskiego Polskiej Organizacji Wojskowej w Mińsku, kurierka w czasie wojny polsko-bolszewickiej, stracona przez bolszewików.

## Działalność
Jadwiga Tejszerska była harcerką II Wileńskiej Drużyny Harcerskiej im. Królowej Jadwigi Wileńskiej Chorągwi Harcerek i studentką medycyny Uniwersytetu Wileńskiego. W pierwszej połowie 1919 roku była zastępczynią komendanta POW (którym był Mateusz Stefanowski „Żywy”) w Mińsku oraz komendantką i organizatorką Oddziału Żeńskiego POW tamże. Po wyzwoleniu miasta przez Wojsko Polskie wróciła do Wilna. W czasie wojny polsko-bolszewickiej służyła w wojsku jako pracowniczka Oddziału II Dowództwa Frontu. Otrzymywała zadania kurierskie związane z przekraczaniem frontu, często z Elżbietą Łotakówną. W listopadzie 1919 roku wyjechała do Moskwy. W styczniu 1920 roku otrzymała w Warszawie zlecenie udania się do Orszy, gdzie miała odbudować komórkę wywiadowczą. W czasie ponownej przeprawy przez front ze Smolewicz – wraz z Łotakówną – w styczniu 1920 roku obie zostały, na skutek zdrady, aresztowane przez bolszewików. Były przesłuchiwane na Łubiance w Moskwie, potem w Wilnie. Podczas śledztwa bito Jadwigę do nieprzytomności, głodzono i próbowano zwerbować do wywiadu. W więzieniu na Butyrkach byli polscy oficerowie, którzy wcześniej przeszli na stronę radziecką, agenci Czeka: Elkiewicz, Ignacy Dobrzyński i Wiktor Witkowski zaproponowali jej służbę społeczną, by odradzać ludzkość na nowych zasadach, sprawę zaś o szpiegostwo przyrzekli umorzyć. Dziunia podjęła grę. Po przybyciu do Wilna udało jej się zmylić śledzących ją agentów i porozumieć się z peowiakami. [U]dało się Dziuni za plecami bolszewików wznowić organizację w Mińsku i zorganizować dwa oddziały bojowe z jeńców i zagubionych. Oddziały były liczne, jednak Dziunia potrafiła, ukrywając je w lasach, żywić i inspirować napady na linje komunikacyjne bolszewików. Dopiero „otwartym atakiem kawalerji i piechoty zdołali bolszewicy rozbić te oddziały. Dziunia przygotowywała wysadzenie mostu kolejowego na linji Baranowicze—Moskwa; zostały już nawet założone ładunki. Nie mogąc dać sobie z tern rady, zwróciła się Dziunia o pomoc do swego „nominalnego" narzeczonego komisarza [Wiktora] Witkowskiego. Witkowski, gdy zobaczył jakie skutki pociągnie planowany zamach (odcięcie odwrotu dwóch armij bolszewickich), i jaką będzie miał odpowiedzialność, zastrzelił na progu swego domu bohaterską dziewczynę, strzelając do niej z tyłu, gdy opuszczała jego mieszkanie. Według innych źródeł Jadwiga została rozstrzelana w październiku 1920 roku  pod Mołodecznem. 
Według płk. Stefana Mayera, kierownika m.in. Wydziału II Wywiadowczego POW, Jadwiga Tejszerska została stracona za próbę zamachu na pociąg wiozący Lwa Trockiego.
Pośmiertnie została odznaczona Krzyżem Niepodległości z Mieczami.
Elżbieta Łotakówna przeżyła wojnę, później pracowała jako nauczycielka w Szkole Podstawowej im. Bolesława Prusa w Wilnie.

## Upamiętnienie
Biografia Jadwigi Tejszerskiej została opracowana przez Ewę Gulbinową w książce Jadwiga Tejszerska (harcerka) (seria: Życiorysy Zasłużonych Kobiet. Nr 8. Kraków 1932). Jej życiorys dostępny jest również w maszynopisie Bolesława Pietraszewskiego Działalność POW KN3 w latach 1917–1919 przechowywanym w Instytucie Józefa Piłsudskiego w Londynie w teczce 709/22/74.
W dwudziestoleciu międzywojennym, w 1934 roku, 62 Warszawska Drużyna Harcerek otrzymała imię Jadwigi Tejszerskiej. Była też patronką XX Łódzkiej Drużyny Harcerek oraz kilku szkół na Wileńszczyźnie.